# Puchar Europy w Biegu na 10 000 metrów 2013
16. Puchar Europy w Biegu na 10 000 metrów – zawody lekkoatletyczne, które odbyły się w bułgarskim Prawec 8 czerwca 2013.

## Rezultaty

### Mężczyźni
| Konkurencja:  | 1. miejsce                                                 | Rezultat   | 2. miejsce                                                    | Rezultat   | 3. miejsce       | Rezultat |
| Indywidualnie | Sergio Sánchez                                             | 28:31,75   | Halil Akkaş                                                   | 28:31,82   | Ahmed El Mazoury | 28:36,40 |
| Drużynowo     | Włochy · Ahmed El Mazoury · Stefano La Rosa · Andrea Lalli | 1:26:32,92 | Hiszpania · Sergio Sánchez · Manuel Ángel Penas · José España | 1:27:23,76 |                  |          |

### Kobiety
| Konkurencja:  | 1. miejsce                                                   | Rezultat   | 2. miejsce                                                       | Rezultat   | 3. miejsce                                                      | Rezultat   |
| Indywidualnie | Sabrina Mockenhaupt                                          | 32:16,64   | Christelle Daunay                                                | 32:46,39   | Olivera Jevtić                                                  | 32:52,56   |
| Drużynowo     | Hiszpania · Sonia Bejarano · Judith Plá · Maria Azucena Díaz | 1:42:00,90 | Wielka Brytania · Sonia Samuels · Alyson Dixon · Stevie Stockton | 1:42:07,44 | Białoruś · Iryna Ananienka · Maryna Damancewicz · Wolha Dubuska | 1:43:03,61 |